# 井戸田潤
井戸田 潤（いとだ じゅん、1972年〈昭和47年〉12月13日 - ）は、日本のお笑いタレント。お笑いコンビ・スピードワゴンのツッコミ担当。相方は小沢一敬。ハンバーグ師匠名義でピン芸人やYouTuberとしても活動している。愛知県小牧市出身。愛知県立小牧工業高等学校（現：愛知県立小牧工科高等学校）機械科卒業。ホリプロコム所属。妻はモデルの蜂谷晏海。

## 略歴
中学・高校と陸上部に所属（種目は走高跳）。高校卒業後、父親の口添えで愛知県内の大手企業に就職するも、お笑い芸人になるために1年ほどで退社。1994年4月に吉本総合芸能学院名古屋校（名古屋NSC）に入学し、1995年4月にコンビ「マグニチュード」でデビュー。
マグニチュード時代には吉本興業東海支社（名古屋吉本）に所属しており、上京後にもしばらくこのコンビで銀座7丁目劇場に出演したりしていた。この当時は、「あなたの心の震源地、マグニチュードです」というつかみで名古屋弁を前面に出した漫才をしていたという。また、デビュー当時は子供の頃から好きだったタモリにあやかり「イトリ」という芸名を使っていたほか、マグニチュード時代には相方の杉野弘樹と併せて「ヒロキ」「ジュン」と名乗っていた。
1998年12月11日、コンビ「スピードワゴン」を結成し、ホリプロへ移籍。2002年・2003年、「M-1グランプリ」決勝進出。
家事は何でもできる。小沢と同居していた頃には、アルバイトの休憩時間中に小沢の昼食を作るために家に帰ってくるほどにマメ。
2010年、ピンでの単独ライブ「俺は炎の井戸田マン！」を開催、全3回が行われた。翌2011年には、これを引き継ぐ形の企画ライブ「井戸田企画」を開催。全8回が行われ、ピン芸大会や恋愛トーク、独自のデータと考察に基づくオリジナル理論の公開など様々な企画が繰り広げられた。
また、2010年にはR-1ぐらんぷりにエントリーし、準決勝へ進出。翌2011年も準決勝へ進出したが、2013年は3回戦敗退となった。
芸人のほか、ロケリポーター・パーソナリティ・番組司会者や俳優としても芸域を広げている。

## 芸風
相方の小沢一敬が「甘い言葉」を口にすると「甘ーい！」と叫ぶ。しかし全く脈絡のない所で「甘ーい！」と言ってしまうことがあるため、小沢が指を鳴らすのを合図にしている。
他にも小沢が否定的な言葉を発すると、「あたし認めないよ小沢さーん！」と片手を上げて左右に振るネタがある。また、ツッコミのセリフの最後に「お前」をつけることもある（例：「この夏、何円玉流行ったんかお前。小銭に流行り廃りあんのかお前」など）。
また、自分の世界観に入り数歩離れた場所でボケる小沢に「大至急」と言い、呼び寄せてからツッコミを入れるパターンも見られる。

### ハンバーグ師匠
井戸田が漫談スタイルで扮するカウボーイ（ガンマン）風のキャラクター。カウボーイハットとチェック柄のウェスタンシャツ、ジーンズといった扮装で、腰のガンベルトには巨大なフォークとナイフを挿している。
出囃子は、当初は映画『荒野の七人』のテーマを使用していたが、現在はリズムを似せたオリジナル曲を使用している。
井戸田とハンバーグ師匠はあくまでも別人格のキャラ設定とされており、ハンバーグ師匠が井戸田の話題に触れる際は「友人の井戸田君」と称している。

#### ネタの流れ
最初に「この街も、すっかり変わっちまったなぁ」もしくは「この街も変わらねぇなぁ」と言いつつ観客を見つめ「どうした？付け合わせのミックスベジタブルを見るような目で俺を見やがって…忘れちまったかい？俺だよ俺、ハンバーグだよ！」と自己紹介の後、「腹ぺこの皆さんにアツアツの鉄板ジョーク、まずは100グラムから」と言ってネタに入る（以降、1ネタ毎に100グラムずつ増える）。
ハンバーグにまつわる駄洒落や掛詞を織り込んだジョークを飛ばした後、1ネタの最後のブリッジ的な物として、「ジャーン」という短いファンファーレとともに（主に屋外ロケなど効果音が使えない場合は、自ら持参したヴィブラスラップを鳴らす）目を見開いた表情で「ハンバーグ！」と叫ぶ。バリエーションとして、ネタの途中に突然効果音が流れて「ハンバーグ！」と絶叫する「フライング・ハンバーグ」というパターンもある。稀に、突然銃声が鳴り響いてその場に倒れたと思ったら、おもむろに起き上がりつつ胸ポケットから穴の開いた作り物のハンバーグを出して「またコイツ（ハンバーグ）に助けられちまったぜ」と言うネタもある。
2、3ネタ演じた後、締めとして突然アントニオ猪木のように「元気ですか！」と叫び、「どうでしたか、今日のアツアツ鉄板ジョークは？（または「今日のジョークの焼き加減は？」）ご唱和ください、いくぞっ！7、8、9、ジュ〜…」と両手のひらを客に向ける（数字の10の意味）。また「ありがとう、いや、ありがジュ〜」と挨拶することもある。

#### 経緯
このネタが誕生したのは『笑いの金メダル』（ABCテレビ）でのピンネタコーナーで、かつてラ・ママ新人コント大会で苦し紛れに言った「俺だよ俺、ハンバーグだよ！」というセリフを思い出し、ネタに仕立て上げたものである。そこでは不発だったものの、ひな壇に戻った時に共演のたむらけんじより「あんなにスベッて帰ってこれるなんてハートが師匠クラスやな、まさにハンバーグ師匠や」と言われたことをきっかけに、同番組の制作会議に呼ばれスタッフ内で好評だったことから、小沢やスタッフの協力のもと「ハンバーグ師匠」という独立したキャラクターが完成した。ハンバーグ師匠のキャラクターは『笑いの金メダル』の終了と同時に自然消滅していたが、小沢が漫才への情熱を失いコンビとして低迷していた時期に「小沢にネタをやる魅力をもう一度思い出してもらおう」との思いから復活させた。
このネタの初期は、相方の小沢一敬が「ハンバーグ師匠の愛弟子・ライス坊や」というキャラクターで一緒に登場し、「この街に、ハンバーグ師匠が帰ってきた！」とハンバーグ師匠を呼び込む「ハンバーグライス」というコンビ芸だった。しかし、ネタが始まると小沢はただ横で見ているだけというスタンスだったため「俺、いらないよな」と思ったことから、次第にフェードアウトして現在のピン芸となった。小沢扮するライスはハンバーグ師匠とは逆の超ローテンションで登場することが多く、｢どした？お前、テンションが半ライスだな。大盛り（全盛り）で来い！｣と発破をかけるのがお決まりとなっていた。
その他（ハンバーグ師匠）
- 2012年4月5日放送の『お笑いジャッジポイント』では佐々木優介（磁石）の扮する弟子・ミートボールボーイが登場している。なおこのキャラクターは一度きりのものとなったが、中日ドラゴンズの祖父江大輔に受け継がれている。
- 2019年10月2日にYouTubeチャンネル「ハンバーグ師匠のミュージックライフ」（現：ハンバーグ師匠チャンネル）を開設[5]。2020年4月にアンジャッシュ・渡部建とのコラボ動画を配信している[6]。Wikipediaの当項目を検証する企画では、「ハンバーグ師匠の生みの親」たむらけんじに電話でインタビューもしている。たむら本人は命名した時のことを全く覚えていなかった。
- 2022年3月より、飲食店チェーン『やっぱりステーキ』の1000万食達成記念キャンペーン応援隊長に就任[7]。店舗では期間限定メニュー「師匠バーグ」の他、本人提案による「ハンバーグ師匠なりきりキャンペーン」を実施し話題を呼んだ[8]。
- 2022年から、ナゴヤ球場の左翼フェンスにハンバーグ師匠の広告が載っている[9]。

### 井戸田丸
五郎丸歩が試合中に行うルーティンの物真似で、2015年に誕生した新ネタ。

## 私生活

### 初婚
2005年9月14日、女優の安達祐実と結婚。同日2人で結婚会見を行い、安達が妊娠2か月であること、同年4月下旬に知り合ったことなどを明かした。2006年4月に第1子となる女児が誕生した。
2009年1月8日、安達と離婚。翌日に双方の所属事務所が発表した。長女の親権は安達が持ち、井戸田が養育費を支払うことで合意した。慰謝料はない。井戸田は離婚理由を「お互いのすれ違い」と語り、不仲は否定しており離婚後も一緒に食事をしたり、長女も交えて買い物や行楽などに行っていたという。
事務所の先輩であるバナナマンの話によると、離婚の話し合いをしていたとされる2008年12月ごろまで井戸田は周囲の人間に「（夫婦仲は）大丈夫」と言っていたようである。また、9月ごろに別居が報じられているが、日村勇紀はこれに関して「9月ごろからやたらと井戸田と飲みに行くようになった」と証言している。
2013年には安達がセミヌード写真集を発売し、またその際に撮影を担当したカメラマンと恋愛関係にある事が明らかになった。こうした事を経て安達とはほぼ絶縁状態で（安達のほうから一方的に接触を断ったといわれている）、長女との面会を巡ってトラブルになっているという話もある。安達の再婚報道があった直後、『ノンストップ!』でMCの設楽統に「再婚の予定はないんですか？」と突っ込まれ、「俺の身の回りの再婚はないですね」「日村さんが幸せになるまで俺は何もできないですから」とはぐらかす発言をした。
離婚の時にはヤケ酒ヤケ食いで8kgも太り、相方の小沢を始めとする周囲から離婚ネタを度々いじられていた。また、安達の再婚報道があった日に顔に突然ひどいでき物ができた。さらに、2014年10月の熱海旅行中、安達から再婚についてメールでの報告を受け思わず泣いた。

### 再婚
2022年9月5日、モデルの蜂谷晏海と再婚した。19歳の年の差結婚で話題になった(19歳というのは結婚した時期と二人の誕生日の関係で学年でいえば20歳の年の差)。
2024年7月17日、蜂谷との間の第1子となる男児が誕生したことが発表される。
2025年7月27日、蜂谷が第2子妊娠を報告。

## 人物

### 嗜好
- 最初に好きになったアイドルは堀ちえみ[1]。
- 中学時代に流行っていたおニャン子クラブの熱狂的なファンであり、特に新田恵利が好きであった。公式ファンクラブである「こニャン子クラブ」にも入っていた[1]。
- 小沢と共に中日ドラゴンズのファン[1][34]。ドラゴンズをネタの中心にした漫才も存在する。また、中京圏ローカルの情報番組『ドデスカ!』（名古屋テレビ）で長年スポーツコーナーを担当していることもあり、ドラゴンズの選手との交流もある。2023年には、自費でナゴヤ球場に広告を掲出した。
- サーフィンやスキューバダイビングなどのマリンスポーツをやっている[1]。
- 『三国志』マニア。2008年11月19日に行われた三国志模擬検定試験では100点満点をとったが[35]、第1回三国志検定で受けた3級は不合格であった[36]。
- バイク好きでもあり、メタリックパープルと黒の塗装を始めとする派手で約450万円をかけた改造を施したハーレーダビッドソンのFXDLローライダーを愛車としている。このバイクは、2014年5月9日放送の『雨上がり決死隊のトーク番組アメトーーク!』（テレビ朝日）で「カイヤモデル」などと酷評されていた[37]。尚、酷評した芸人達（宮迫博之・徳井義実・渡部建）が立て続けに不祥事に見舞われていることが話題になっており、自身のYouTubeチャンネルでも「恐ろしいバイクでしょ」とネタにしている[38]。なお、本人はこのバイクを「SLP（ソープランドピンク）号」と呼んでいる[39]。SLP号は、2023年10月25日にワニブックスより「ハンバーグ師匠のモトライフ」（ISBN 978-4-84-707363-2)という題名で書籍化された[40]。
- 足湯と風呂を間違えて入ったことがある。（ドデ祭にて）

### 家族
- 家族構成は父、母、兄[1]。父は元小牧市議会副議長の井戸田富隆[41]。父とは2011年7月19日放送の『踊る!さんま御殿!!』（日本テレビ）で共演した[42]。
- 父親の後援会は「他人を抜く会」を由来とする「他抜会（たぬきかい）」であり、狸をイメージキャラクターとしていた。また、子供の頃には実際に狸（名前は『ぽんた』）を飼っており、2013年5月には小牧の実家に、この狸に因んで信楽焼の大きな狸の置物を祭った「ぽんた庵」が設けられている。緑色の鳥居が特徴で、「小牧の珍スポットとして市民に親しんでもらえたら」との事である。なお実家には、この他にも200体を越す狸の置物があるという[41]。

### 交友関係
- EXILEのÜSA（宇佐美吉啓）はアルバイト先の後輩で、井戸田が上司であった[43]。
- 結婚するまでは、合コンサークル「魁！井戸田塾」を主催していた。サークル名は、漫画『魁!!男塾』が由来。合コンでは、「タッチ＆ゴーゲーム」や「だるまさんがころんだ」を基にした「井戸田さんのアソコがふくらんだゲーム」などのエッチなゲームで場を盛り上げていた[44]。

## ディスコグラフィー
デジタルシングル
- TOKYOハンバーグ（2019年10月31日）※「ハンバーグ師匠featuringOZAWA」名義。
  - 作詞、作曲：川谷絵音

- 愛挽きハンバーグ（2022年7月1日）※「ハンバーグ師匠 toでか美ちゃん」名義。
  - 作詞、作曲：でか美　編曲：斉藤伸也(ONIGAWARA)

アルバム
- 鉄板カヴァー ～J-POP編～ powered by ハンバーグ師匠（2017年6月28日）

その他（ディスコグラフィー）
- ワンプレート - GOING UNDER GROUND  松本素生プロデュース。

## 出演
コンビとしての出演はスピードワゴンの項を参照。

### テレビ番組
現在のレギュラー番組
- ドデスカ!（2012年4月4日 - 、メ〜テレ） -水曜日コメンテーター
  - イトダスポーツ・キャップ
  - ハンバーグ師匠のジュー散歩
- ノンストップ!（2012年4月2日 - 、フジテレビ） - 木曜日隔週コメンテーター
- ぴったり にちようチャップリン（2017年4月9日 - 、テレビ東京）
- ドラナビ（2023年4月9日 - 、スターキャット・ケーブルネットワーク） -  MC[45]
- タイチサン!（2020年4月19日 - 、東海テレビ）- 準レギュラー
- TOKIO城島 ほのぼの茂（2021年4月12日 - 、ABCテレビ）- 準レギュラー
- 東海ドまんなか！（2022年4月8日 -、NHK名古屋） - MC（月末のみ）
- ぽかぽか（2023年1月17日 - 、フジテレビ） - 火曜日コーナー芸人青田買い!火曜笑市（不定期）

過去のレギュラー番組
- 京都ラーメン小町（KBS京都） - ナレーション
- なないろDREAM TV（CBCテレビ） - 司会
- ぷれサタ!（東海テレビ） - ゲストコメンテーター
- 笑神様は突然に…（2013年4月19日 - 2015年9月、日本テレビ） - ロケゲスト
- 解決!ナイナイアンサー（2013年9月24日 - 2017年3月7日、日本テレビ） - コメンテーターとして不定期出演の後、2016年からレギュラー出演
- アイドリぃむ！TV（2015年 - 2017年、CBCテレビ）[46] - 司会
- 潜在能力テスト（2017年7月25日 - 2018年11月6日[47]、フジテレビ）
- ポップUP!（2022年4月6日 - 12月、フジテレビ） - 水曜日コーナーTHEサクセスハウス〜どうやって稼いでいるんですか?〜　※2022年4月21日、5月19日、6月28日はスタジオ出演

その他の出演番組
- バナナ塾（2013年2月19日・2014年4月1日、東海テレビ） - 日村塾長の代行として
- お願い!ランキング（2015年1月26日 - 終了、テレビ朝日） - 「第二検索株式会社」に出演

### ラジオ
- オレたちゴチャ・まぜっ!〜集まれヤンヤン〜（2020年4月26日 - 、MBSラジオ） - 12期MC

### テレビドラマ
- だめんず・うぉ〜か〜 最終回（2006年、テレビ朝日） - ケンジ 役
- <SEE EGGs>ガッツポーズ！<DO!深夜>「クレーム美容室」（2011年2月20日、フジテレビ） - 国税局調査員（マルサ） 役
- 名探偵コナンドラマスペシャル 工藤新一 京都新撰組殺人事件（2012年4月12日、読売テレビ） - 岩崎龍司 役
- 確証〜警視庁捜査3課 第10話（2013年6月17日、TBS） - 柳田泰司 役
- REPLAY & DESTROY 第3話（2015年5月12日、毎日放送） - 「Mr.大体のことはデキる」風間岳 役
- 大河ドラマ 西郷どん（2018年、NHK） - 桂久武 役[48]
- 翔べ!工業高校マーチングバンド部〜泣き虫先生が僕らに教えてくれたこと〜（2020年4月4日、中京テレビ） - 学校のOB 役、エンディングコメント

### ネット配信番組
- 鬼三村 〜ダメ後輩達よ、面白くあれ!!〜（Hulu、2016年） - レギュラー
- HITOSHI MATSUMOTO presents ドキュメンタル（Amazonプライム・ビデオ、2017年） -  シーズン4出演
- マイナビオールスター2018大討論会×サントリー-196℃ ストロングゼロ（AbemaTV SPORTSチャンネル、2018年7月14日）[49]
- ハンバーグ師匠チャンネル（YouTube、2019年10月31日 - ）
- ABEMA BOAT RACE TOWN 土曜 知識で争う波乗王（ナミノリキング）（ABEMA BOATRACEチャンネル、2020年6月6日 - 番組終了）- MC
- カイギ（ひかりTVチャンネル＋、2021年3月31日、4月7日）[50]
- 実録!?山形県警24ず～我々は特殊詐欺を許さね!～（山形県警察本部公式YouTube、2024年2月3日）[51]

### ネット配信ドラマ
- ピンボケ（2007年8月15日 - 2008年1月1日、ミランカ）
- ミルパパ〜しあわせの雑貨店〜（2007年8月15日 - 2008年1月1日、ミランカ）
- 続・言霊の女たち。（2011年、LISMO Channel） - 健司 役

### 映画
- ヒトリマケ（2008年） - 城盛一成 役
- くれないの盃（2008年）
- WAYA! 宇宙一のおせっかい大作戦（2011年） - 主演・浅見勘太郎 役
- 不毛会議（2013年） - 綱吉少尉 役

### ミュージックビデオ
- オトナモード「さよならはさよなら」（2009年）
- シド「いつか」（2011年）

### 舞台
- 和田アキ子物語（2010年） - 和田の初期マネージャー 役
- 浮遊するfitしない者達（2012年） - ドジな死神 役
- THE WINDS OF GOD〜生きる勇気を伝えたい〜（2013年・2015年） - 袋金太 / 福本貴士少尉 役

### Vシネマ
- 宇宙刑事シャリバン NEXT GENERATION（2014年） - ガマゴンの声を担当[52]

### CM
- 日清の太麺焼そば「ハンバーグ師匠篇」（2015年、日清食品チルド）
- アオキーズ・ピザ (2018年)
- 出前館「ハンバーグ師匠篇」「ピザ師匠に改名編」（2021年）
- やっぱりステーキ 師匠バーグ (2022年)
- Pococha「ひまつぶし篇」「回る座席篇」（2023年8月 - ）